# Fasole gigant (elefant)
Fasolea gigant (elefant) (Phaseolus coccineus) este o plantă din familia leguminoaselor, Fabaceae, și este cultivată atât ca plantă alimentară, cât și ca plantă ornamentală. Se distinge printr-o dimensiune foarte mare a bobului, uneori mai mare decât cea a fasolei lima (Phaseolus lunatus) sau al fasolei fava (bob) (Vicia faba).

## Descriere

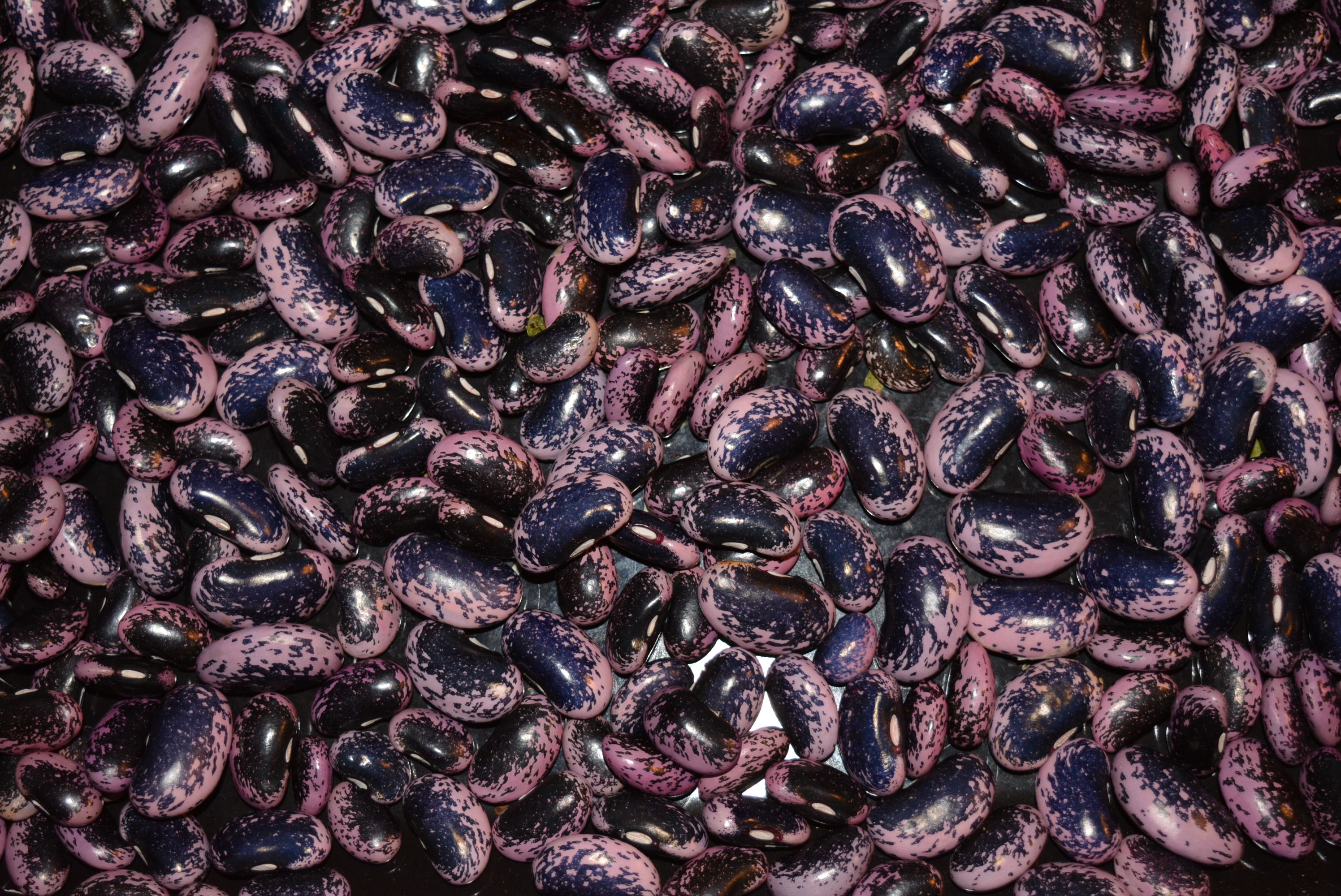
Fasole din soiul „Scarlet Runner”. Un soi asemănător, japonezul Shinshu, arată la fel, dar este aproape de două ori mai mare.

Această specie provine din munții din America Centrală. Cel mai probabil a fost cultivat în zonele muntoase din Mexic și Guatemala în jurul anului 2000 î.Hr.  Majoritatea soiurilor au flori roșii și semințe multicolore (deși unele au flori albe și semințe albe) și sunt adesea cultivate ca plante ornamentale. 
Se deosebește de fasolea comună (P. vulgaris) în mai multe privințe: cotiledoanele rămân în pământ în timpul germinării, iar planta este perenă cu rădăcini tuberoase (deși este tratată frecvent ca anuală în climatele mai reci). Planta este cu mult mai mare decât fasolea comună: păstăile pot ajunge pînă la 25 cm, boabele până la 2,5 cm sau mai mult, iar vrejul poate depăși 3,6 m .
Păstăile în formă de cuțit sunt în mod normal verzi; cu toate acestea, există soiuri foarte rare crescute de amatori care au păstăi violet. Un exemplu de astfel de fasole purpurie este „Aeron Purple Star”. 
Fasolea gigant a fost numită în nahuatl ayocotl și în spaniolă ayocote. Fasolea gigant, ca toate fasolile, conține proteina toxică fitohemaglutinină și, prin urmare, trebuie gătită bine înainte de a fi mâncată. 

## Utilizare

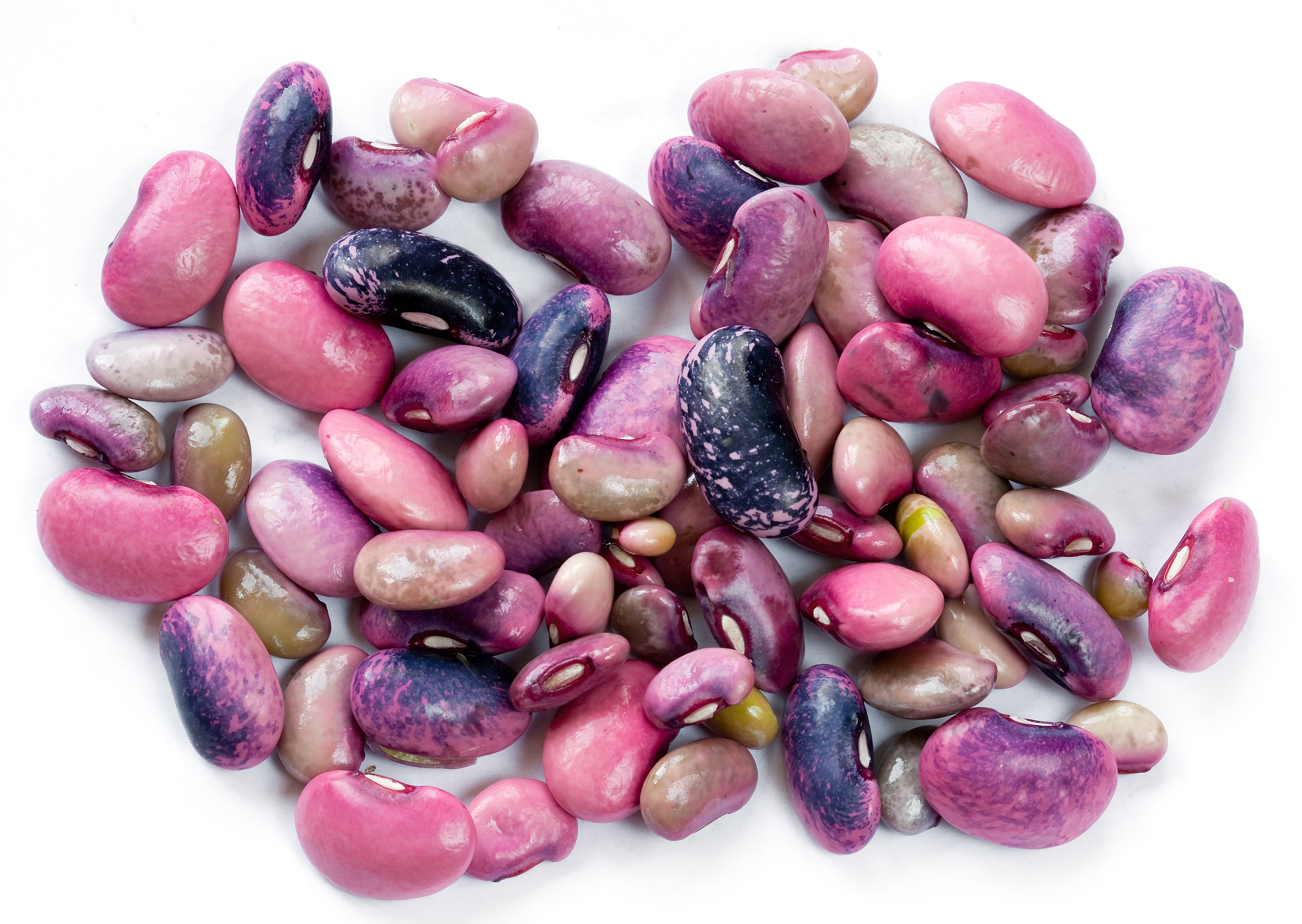
Semințe de 'Scarlet Emperor' în diverse stadii de maturitate

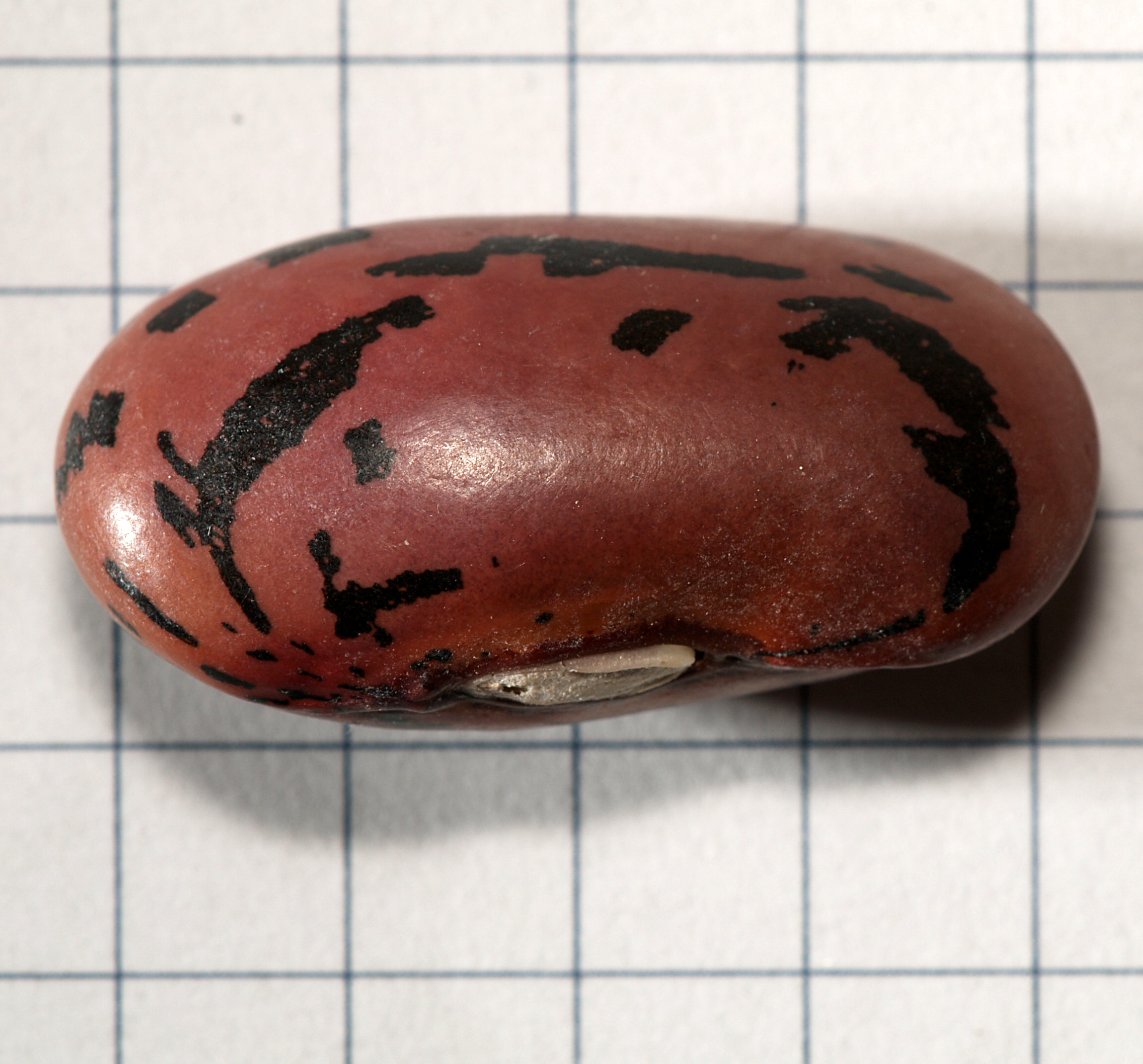
Dimensiunea bobului P. coccineus. Fiecare pătrat din imagine are latura de 5 mm

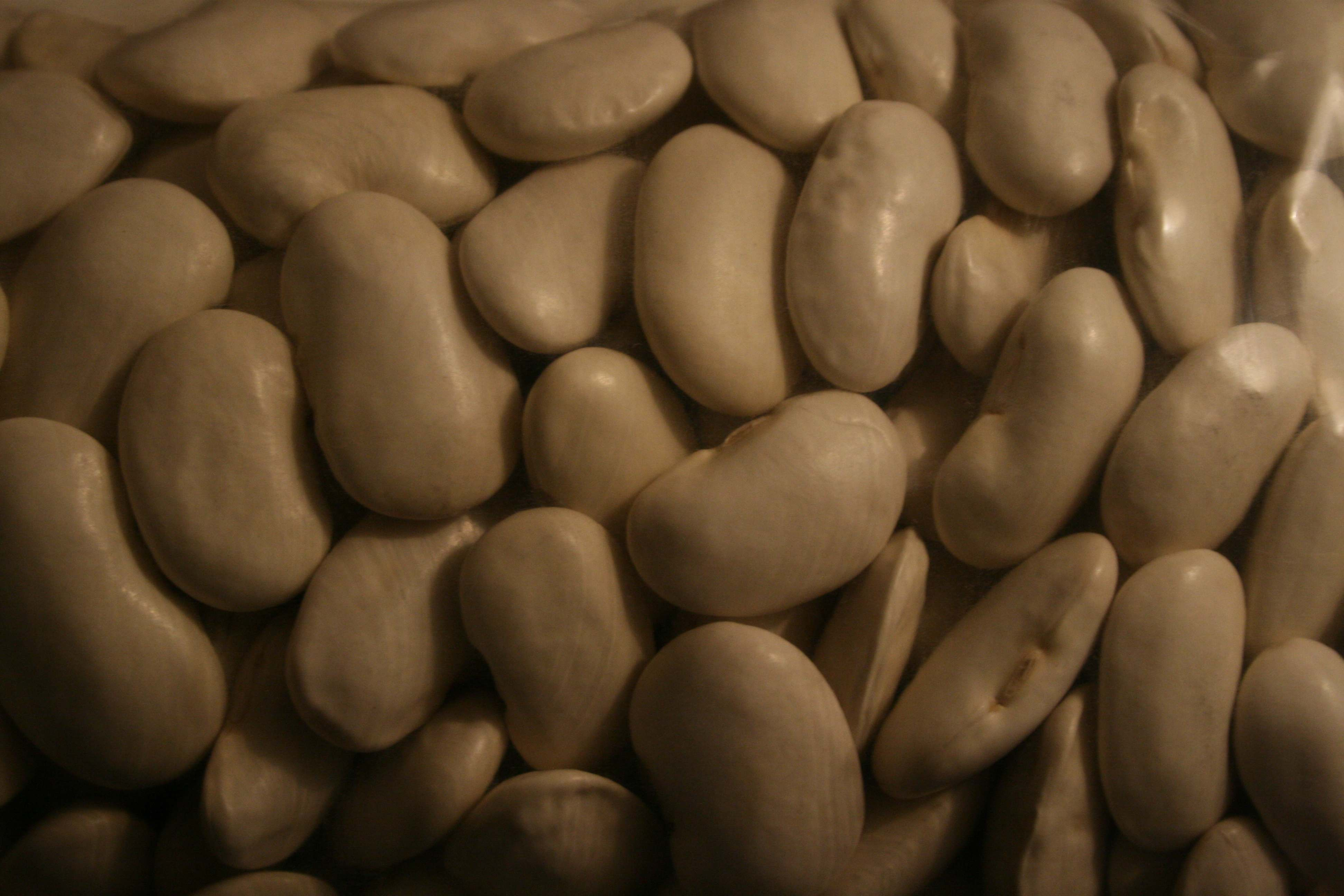
Soiul spaniol 'Judión de la Granja'

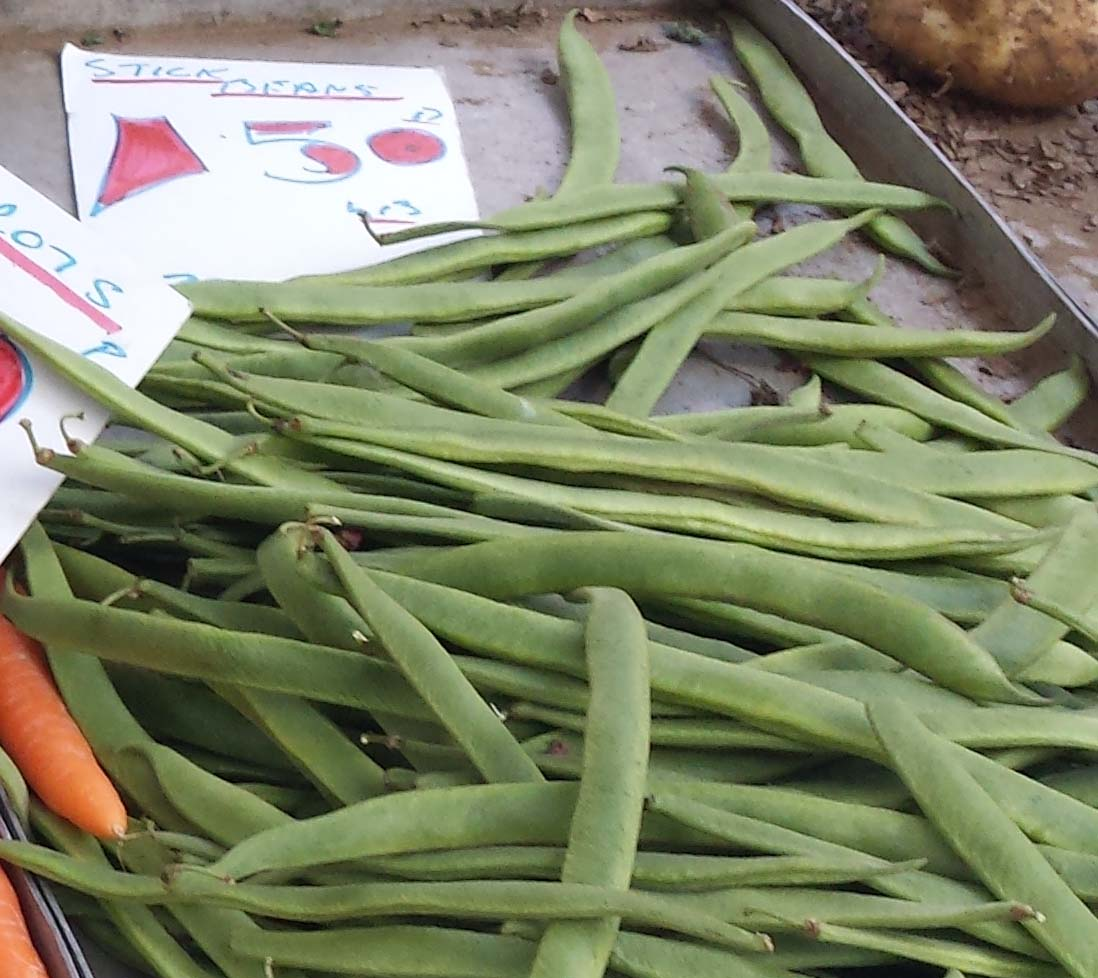
Fasole gigant verde în Marea Britanie

Fasolea gigant a fost cultivată ca plantă alimentară în America de Nord de mii de ani și în Europa începând cu anii 1600. De asemenea, este cultivată și ca plantă ornamentală pentru florile sale atractive. Este folosite și pentru ecranare temporară datorită fruzelor sale dese. Florile atrag păsări colibri, albine și alte insecte. În Marea Britanie și în alte țări europene – unde legumele sunt o alegere populară pentru grădinile de bucătărie – florile au ajuns să fie ignorate sau tratate ca un bonus atractiv pentru cultivarea plantei pentru fasole boabe.  
Semințele plantei pot fi folosite proaspete sau ca fasole uscată. Păstăile sunt consumate întregi în tinerețe când încă nu sunt tari și fibroase. Rădăcinile amidonoase ale acestei plante perene sunt consumate în Mesoamerica . 
Fasolea gigant este folosită în multe bucătării. Este o legumă secundară populară în bucătăria britanică. Un soi numit „Judión de la Granja” care produce fasole mare, albă, comestibilă este cultivat în San Ildefonso, Spania.  Este baza unui fel de mâncare regional din Segovia, numit și Judiones de la Granja, în care fasolea este amestecată cu urechi de porc, picioare de porc și chorizo, printre alte ingrediente. 
În Grecia, soiurile de fasole gigant cu floare albă și bob alb sunt cunoscute ca fasolia gigantes (φασόλια γίγαντες). Sunt cultivate conform legii de protecție în nordul Greciei, în regiunile Kato Nevrokopi, Florina și Kastoria . Fasolea are un rol important în bucătăria grecească, apărând în multe feluri de mâncare (cum ar fi Gigantes plaki). În engleză, acestea sunt uneori denumite în mod colocvial fasole elefant.   În Austria, versiunile colorate sunt cultivate și servite ca „Käferbohnen”, un fel de mâncare făcut din fasole uscată cu ulei de semințe de dovleac. Este considerat un fel de mâncare tipic din bucătăria regională austriacă, dar fasolea uscată este consumată și în mică măsură în Germania. În Turcia, fasolea este ingredientul principal în fasole Pilaki și Piyaz.
Grecia și nordul Africii sunt sursele de păstăi ale fasolei vândute ca „fasole verde” pe piețele europene în perioada rece. Păstăile pot fi identificate după dimensiunea lor mare și suprafața mai aspră. 

## Soiuri comune[14]
- 'Aeron Purple Star' (nu este disponibil comercial) [5]
- 'Urcătorul negru'
- 'Majordom'
- 'Cuțit de carcasă'
- 'Fasolia gigantes', o fasole albă originară din Grecia.
- 'Piticul lui Hammond'
- 'Japanese Runner', vândut în Canada și SUA sub numele de „Akahana” [15] sau „Shinshu Runner” [16]
- 'Doamna pictată'
- 'Piticul Pickwick'
- 'Steaua Polară'
- 'Scarlet Runner' - cel mai comun soi in America de Nord
- 'Urcătorul olandez alb'

P. coccineus subsp. darwinianus este o subspecie cultivată, denumită în mod obișnuit fasole botil în Mexic. 
Speciile înrudite considerate cele mai utile pentru încrucișarea cu P. coccineus pentru creșterea diversității sale genetice sunt P. dumosus și P. vulgaris. 

## Galerie

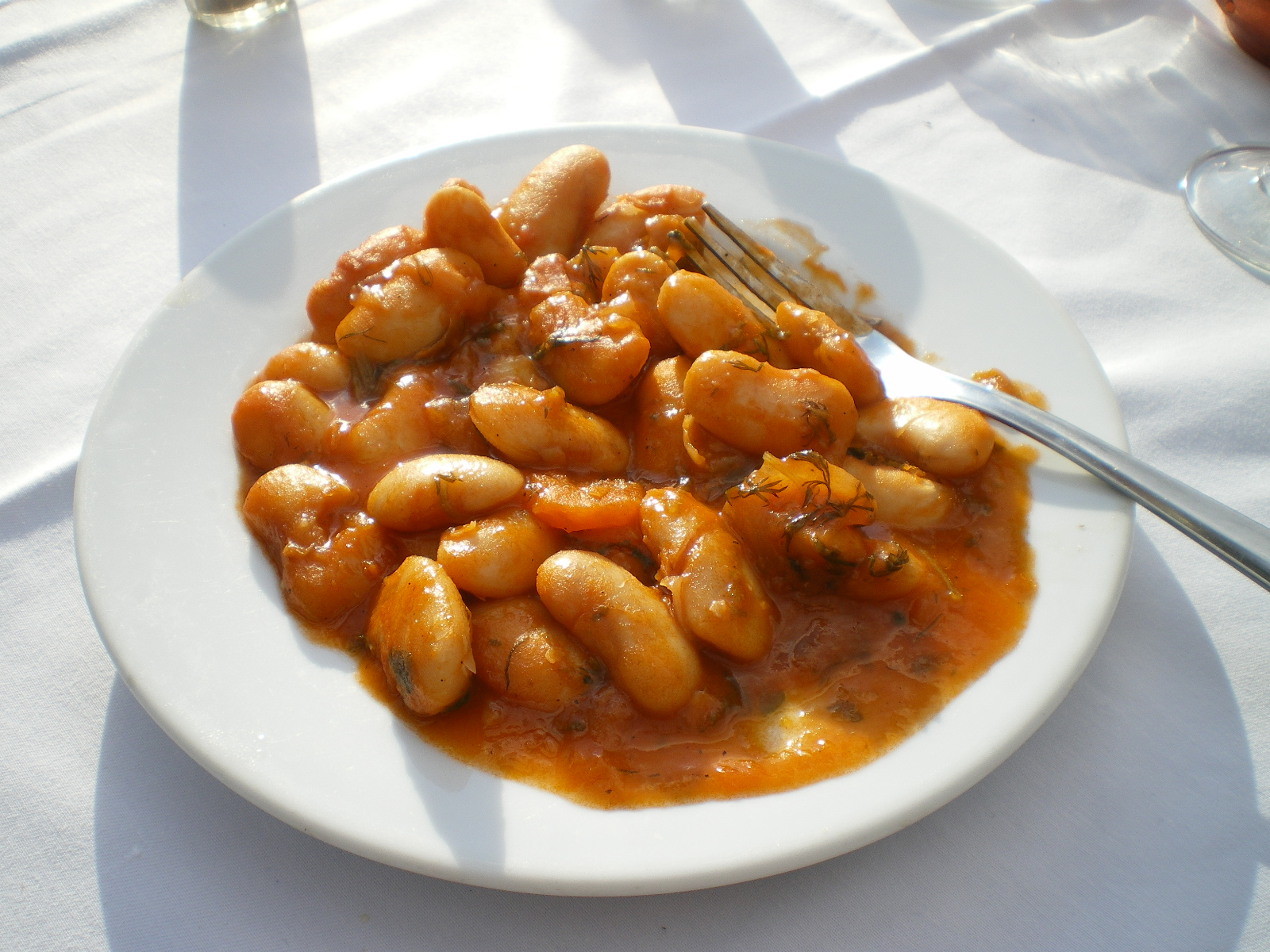
Gigantes plaki, mâncare autohtonă grecească
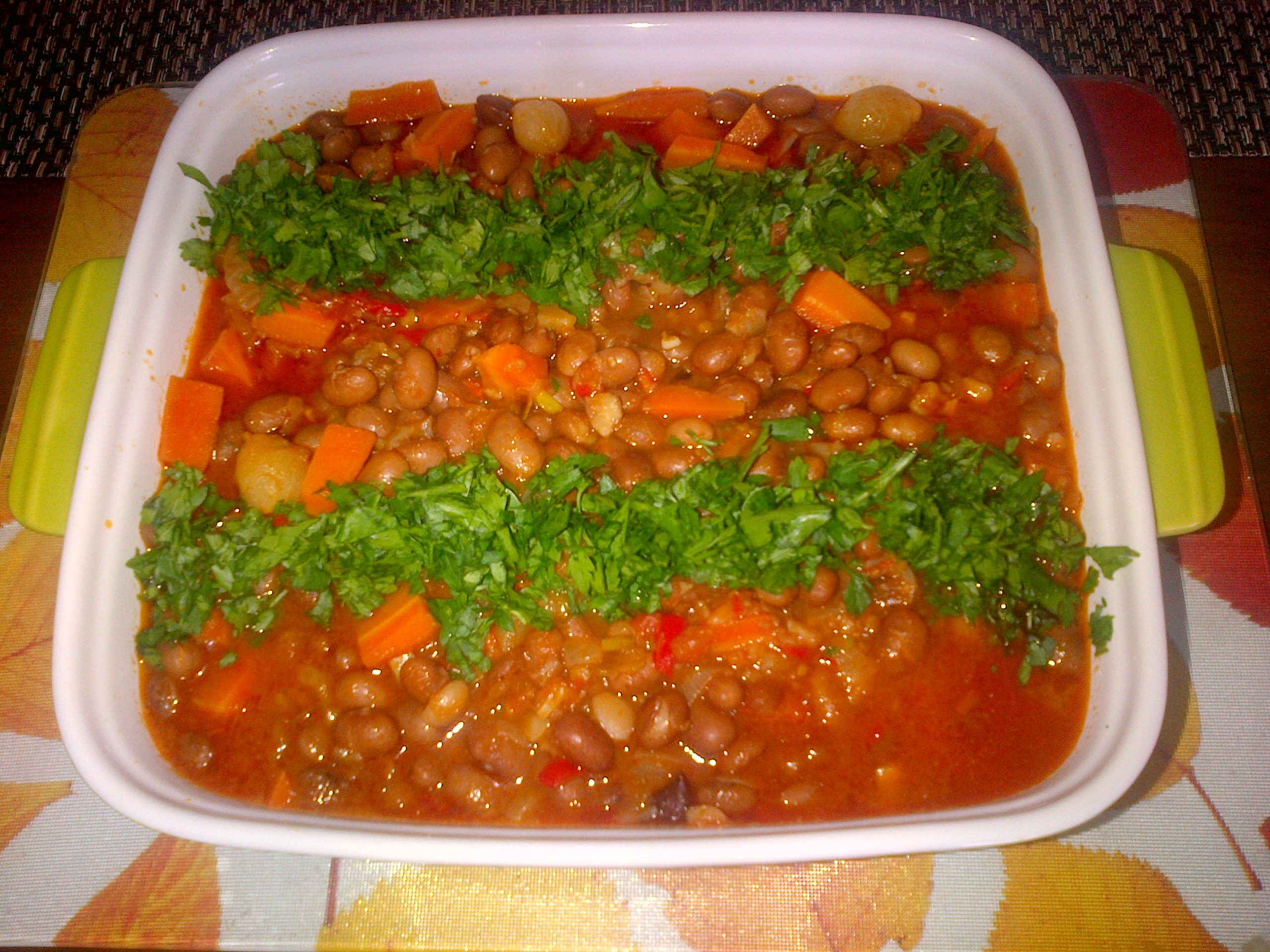
Pilaki turcesc
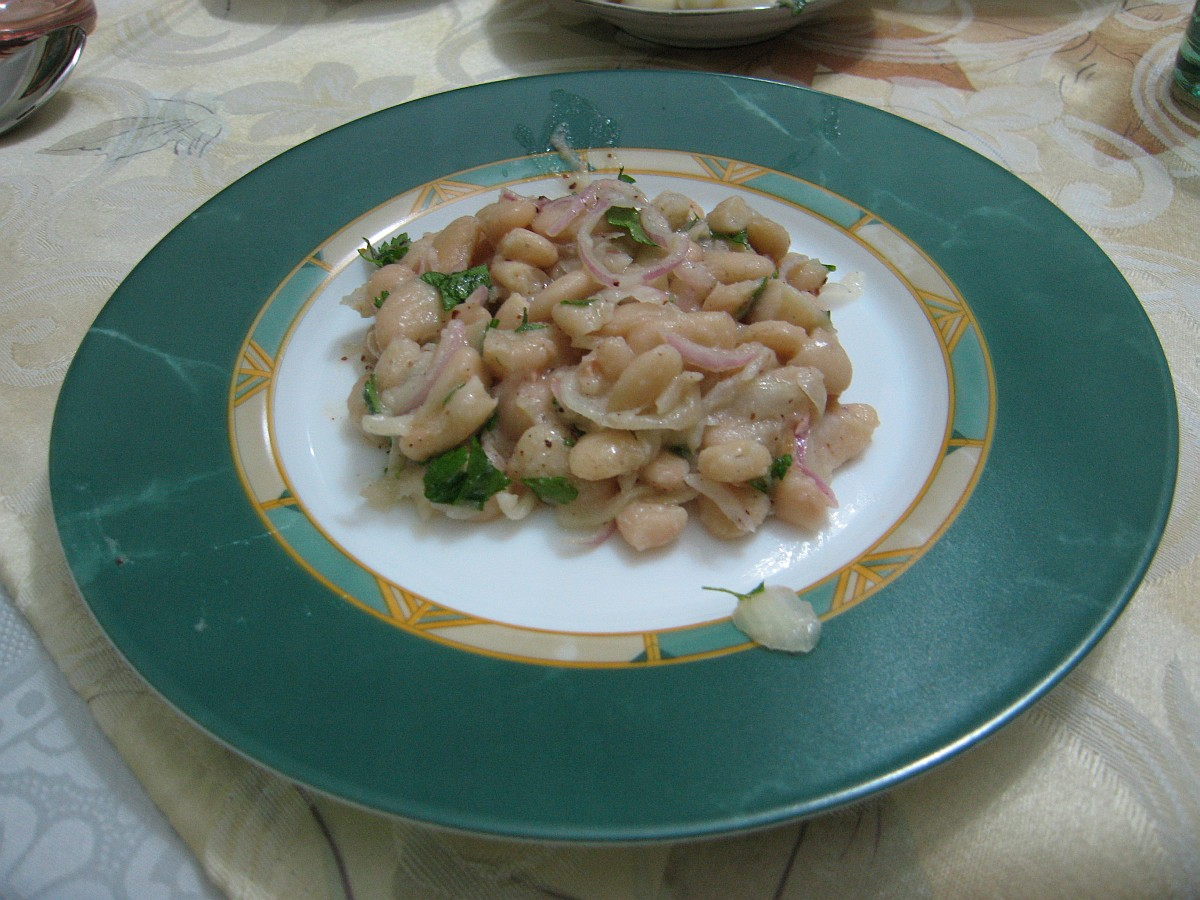
Piyaz turcesc
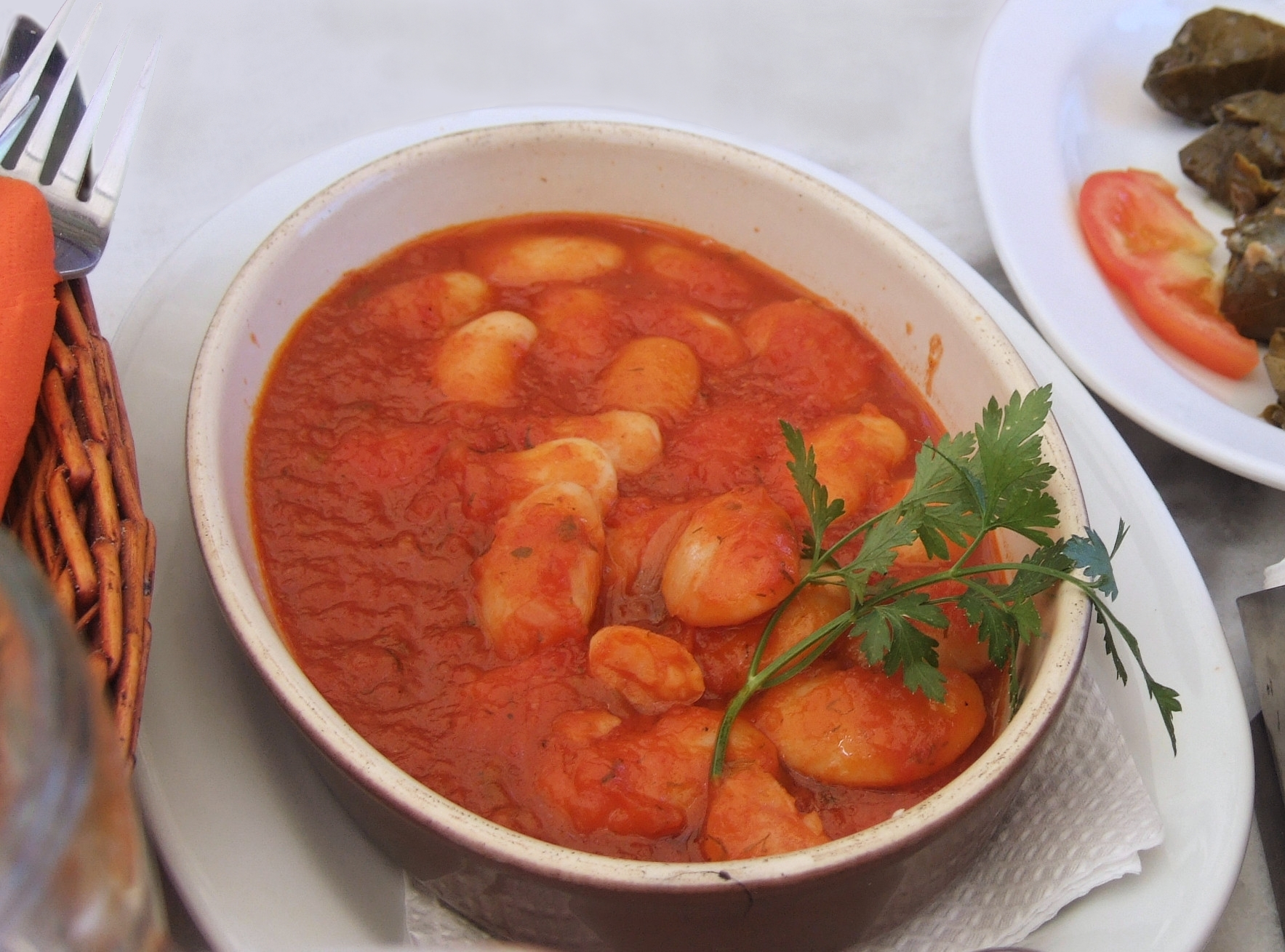
O garnitură des întâlnită în zona Mediteraneană: fasole gigant în sos de roșii
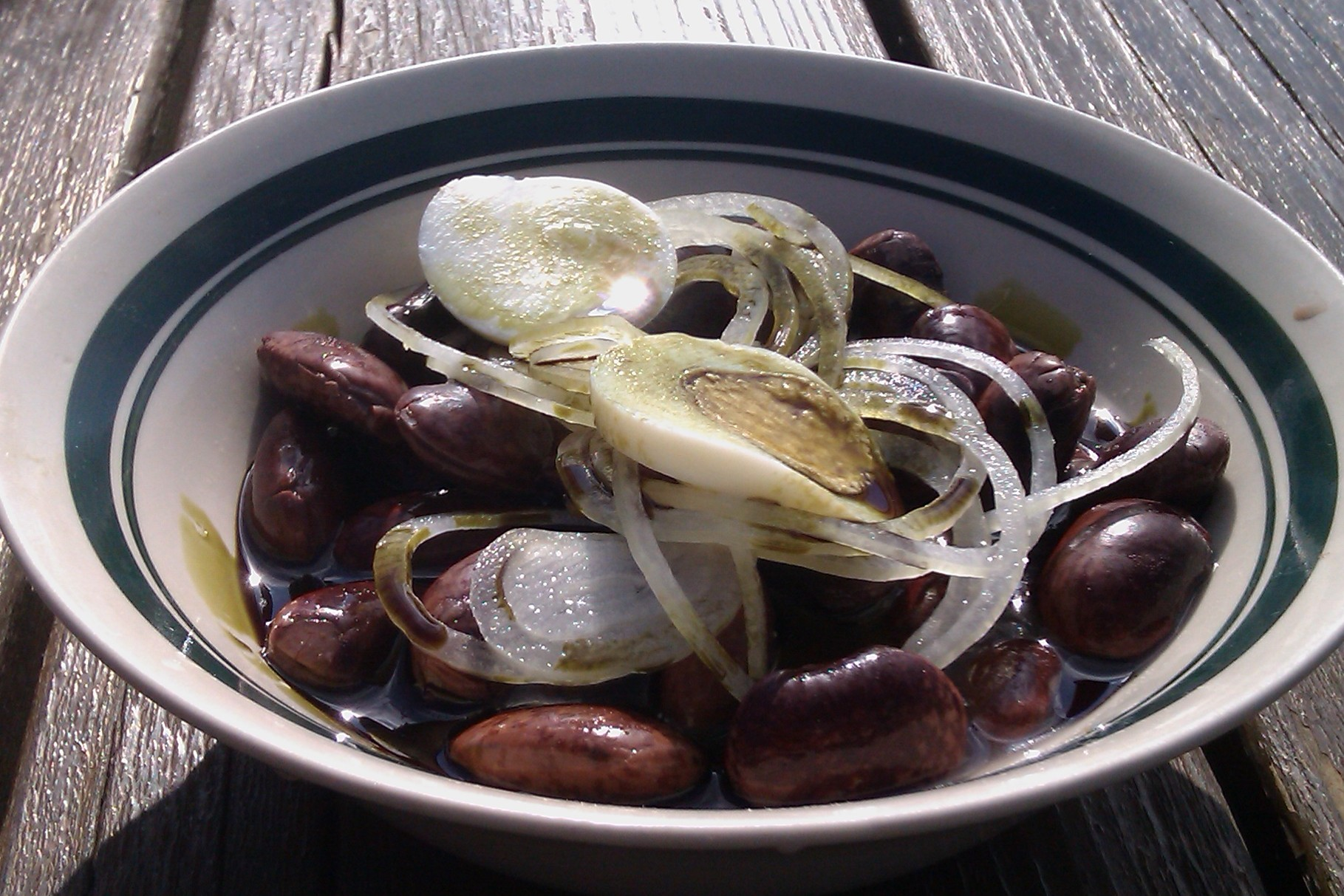
Salata austriacă "Käferbohnen"